# Memoriał Kamili Skolimowskiej 2011

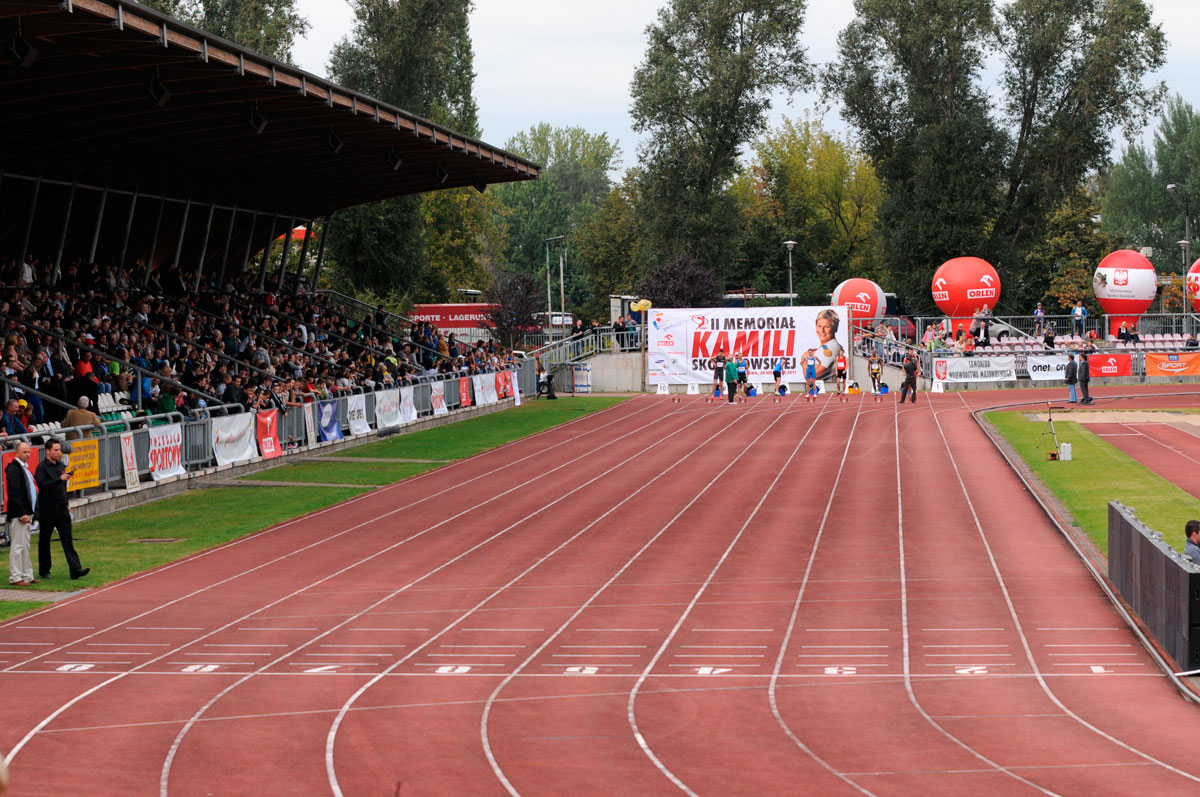
Stadion Orła podczas memoriału

2. Memoriał Kamili Skolimowskiej – międzynarodowy mityng lekkoatletyczny, który odbył się 20 września 2011 na stadionie Orła w Warszawie.
Nietypowy przebieg miał konkurs pchnięcia kulą – podzielony był na cztery rundy (w każdej zawodnik miał po dwie próby), w których zawodnicy korzystali z kul o różnej wadze (8 kg, 7,26 kg, 6 kg oraz 5 kg). Finalny rezultat był sumą czterech najlepszych pchnięć – po jednym z każdej rundy. W rzucie młotem w jednym konkursie wystąpiły kobiety i mężczyźni.
Drugie miejsce w konkursie dyskoboli zajął Węgier Zoltán Kővágó (66,69), został on jednak zdyskwalifikowany za doping i jego wynik został anulowany.

## Rezultaty

### Mężczyźni
| Konkurencja:                            | 1. miejsce      | Rezultat                        | 2. miejsce         | Rezultat                        | 3. miejsce         | Rezultat                        |
| Bieg na 100 m                           | Yuniel Pérez    | 10,31                           | Rytis Sakalauskas  | 10,40                           | Paweł Stempel      | 10,53                           |
| Bieg na 400 m                           | Oscar Pistorius | 46,65                           | Piotr Wiaderek     | 47,02                           | Edino Steele       | 47,75                           |
| Bieg na 800 m                           | Adam Kszczot    | 1:45,48                         | Marcin Lewandowski | 1:49,48                         | Bartosz Nowicki    | 1:49,67                         |
| Pchnięcie kulą (8 kg-7,26 kg-6 kg-5 kg) | Dylan Armstrong | 88,67 (20,03-21,23-23,26-24,15) | Tomasz Majewski    | 88,64 (19,75-20,86-23,15-24,88) | Christian Cantwell | 87,24 (20,27-21,42-22,71-22,81) |
| Rzut dyskiem                            | Gerd Kanter     | 67,99                           | Robert Urbanek     | 64,37                           | Piotr Małachowski  | 63,93                           |
| Rzut młotem                             | Paweł Fajdek    | 77,96                           | Krisztián Pars     | 76,97                           | Primož Kozmus      | 72,88                           |

### Kobiety
| Konkurencja:   | 1. miejsce        | Rezultat | 2. miejsce         | Rezultat | 3. miejsce            | Rezultat |
| Bieg na 100 m  | Montell Douglas   | 11,52    | Anyika Onuora      | 11,57    | Marika Popowicz       | 11,76    |
| Bieg na 1000 m | Angelika Cichocka | 2:37,33  | Renata Pliś        | 2:37,89  | Ewelina Sętowska-Dryk | 2:38,46  |
| Skok w dal     | Jana Velďáková    | 6,55w    | Margrethe Renstrøm | 6,53     | Teresa Dobija         | 6,13     |
| Rzut młotem    | Tatjana Łysienko  | 72,19    | Anita Włodarczyk   | 71,02    | Amber Campbell        | 65,46    |